# Cavenette
Une cavenette est une caisse de verre parfaitement peinte, composée de 6, 9 et 12 flacons carrés, formant une branche importante du commerce dans la traite négrière. Ces flacons sont destinés à contenir de l'alcool qui sera échangé, entre autres marchandises, contre des esclaves.
À l'origine fabriquées en Hollande, La Rochelle avec sa verrerie de Lafons réussi à les reproduire. Le fils de M. Dumeny (Nicolas-Joachim) fonda à Nantes, en 1783, une autre verrerie pour y fabriquer principalement des cavenettes.